# Puchar Wysp Owczych w piłce nożnej (1997)
Puchar Wysp Owczych w piłce nożnej mężczyzn 1997 (far. Løgmanssteypið) – 51. edycja rozgrywek mających na celu wyłonienie zdobywcy Pucharu Wysp Owczych. Tytuł obronił klub GÍ Gøta.

## Uczestnicy
W Pucharze Wysp Owczych wzięły udział drużyny ze wszystkich poziomów ligowych na archipelagu.
| Grający od rundy grupowej | Grający od rundy grupowej   | Grający od rundy wstępnej              | Grający od rundy wstępnej                | Grający od rundy wstępnej |
| 1. deild 1997 10 drużyn | 2. deild 1997 5 drużyn      | 2. deild 1997 5 drużyn                 | 3. deild 1997 3 drużyny                  | 4. deild 1997 2 drużyny   |
| - B36 Tórshavn - B68 Toftir - B71 Sandoy - FS Vágar - GÍ Gøta - HB Tórshavn - ÍF Fuglafjørður - KÍ Klaksvík - NSÍ Runavík - VB Vágur | - EB/Streymur - TB Tvøroyri | - LÍF Leirvík - Royn Hvalba - SÍ Sumba | - Fram Tórshavn - SÍ Sørvágur - Skála ÍF | - AB Argir - NÍF Nólsoy   |

## Terminarz
| Runda         | Data pierwszego meczu       | Data drugiego meczu | Uwagi |
| ------------- | --------------------------- | ------------------- | --- |
| Runda wstępna | 16 marca 1997               | nie rozgrywa się    | Udział rozpoczęły drużyny z 3. i 4. deild 1997 oraz trzy z 2. deild 1997 - LÍF Leirvík, Royn Hvalba i SÍ Sumba |
| Runda grupowa | 23 marca - 20 kwietnia 1997 | nie rozgrywa się    | Udział rozpoczęły kluby z 1. deild 1997 i pozostałe drużyny z 2. deild 1997                                    |
| Ćwierćfinał   | 8 maja 1997                 | nie rozgrywa się    | |
| Półfinał      | 5 czerwca 1997              | 2 lipca 1997        | |
| Finał         | 3 sierpnia 1997             | nie rozgrywa się    | |

## Runda wstępna
| Drużyna 1     | Wynik | Drużyna 2   |
| ------------- | ----- | ----------- |
| 16 marca 1997 |       |             |
| Fram Tórshavn | 0:2   | LÍF Leirvík |
| SÍ Sumba      | 20:0  | AB Argir    |
| Royn Hvalba   | wo.   | SÍ Sørvágur |
| NÍF Nólsoy    | 4:7   | Skála ÍF    |

| 16 marca 1997 | Fram Tórshavn                                                  | 0:2          | LÍF Leirvík                                  | Gundadalur (ovari vøllur), Tórshavn   |  |
|               |                                                                | (0:1) Raport | 7' Tórhallur Justinussen · 85' Thomas Hansen | Sędzia: Arni Gunnarsson (HB Tórshavn) |  |
|               | kartki: · Kurt Jacobsen 32' · Ian Vang 39' · Rúni Lómstein 60' |              |                                              | Sędzia: Arni Gunnarsson (HB Tórshavn) |  |

| 16 marca 1997 | SÍ Sumba | 20:0         | AB Argir | á Krossinum, Sumba                     |  |
|               | Bergur Vinther 12', 40', 43', 56', 60' · Peter Jørgensen 18', 36' · Eirikur Joensen 22', 53', 70', 75' · Rúni Lisberg 26' (k.), 67' · René Thomsen 34', 48' · Tryggvi Nielsen 51', 72', 80' · Jacob Poulsen 69' · Georg Kjærbo 89' | (8:0) Raport |          | Sędzia: Kim Ejdesgaard (Fram Tórshavn) |  |
|               | kartki: · Eirikur Joensen 81' |              |          | Sędzia: Kim Ejdesgaard (Fram Tórshavn) |  |

| 16 marca 1997 | Royn Hvalba | wo.    | SÍ Sørvágur | á Skørðunum, Hvalba                    |  |
|               |             | Raport |             | Sędzia: Petur Erhard Kjærbo (SÍ Sumba) |  |
|               |             |        |             | Sędzia: Petur Erhard Kjærbo (SÍ Sumba) |  |

| 16 marca 1997 | NÍF Nólsoy                                                              | 4:7          | Skála ÍF | Skansi Arena, Argir                  |  |
|               | Karlot Jacobsen 30' · Jan Hansen 61' · Kaj Olsen 66' · Mikkjal Holm 70' | (1:3) Raport | 5' Mass Anthoniussen · 21' Jógvan Martin Hansen · 45', 51' Alexandur Johansen · 62', 82', 85' Bogi Gregersen | Sędzia: Birgir Sondum (B36 Tórshavn) |  |
|               |                                                                         |              | | Sędzia: Birgir Sondum (B36 Tórshavn) |  |

## Runda grupowa

### Grupa A
| Lp. | Drużyna          | M | Z | R | P | Bramki | Bramki | Różn. | Pkt | Uwagi                     |
| --- | ---------------- | - | - | - | - | ------ | ------ | ----- | --- | ------------------------- |
| 1   | B36 Tórshavn (A) | 6 | 5 | 1 | 0 | 39     | 4      | +35   | 16  | Wejście do fazy finałowej |
| 2   | VB Vágur (A)     | 6 | 4 | 1 | 1 | 24     | 6      | +18   | 13  | Wejście do fazy finałowej |
| 3   | FS Vágar         | 6 | 1 | 1 | 4 | 9      | 16     | −7    | 4   |                           |
| 4   | Skála ÍF         | 6 | 0 | 1 | 5 | 5      | 50     | −45   | 1   |                           |

| Gospodarz \ Gość | B36  | VB  | FSV | SKÁ  |
| B36 Tórshavn     |      | 5:2 | 3:0 | 14:0 |
| VB Vágur         | 1:1  |     | 2:0 | 9:0  |
| FS Vágar         | 1:3  | 0:4 |     | 2:2  |
| Skála ÍF         | 0:13 | 0:6 | 2:6 |      |

### Grupa B
| Lp. | Drużyna         | M | Z | R | P | Bramki | Bramki | Różn. | Pkt | Uwagi                     |
| --- | --------------- | - | - | - | - | ------ | ------ | ----- | --- | ------------------------- |
| 1   | KÍ Klaksvík (A) | 6 | 5 | 0 | 1 | 13     | 6      | +7    | 15  | Wejście do fazy finałowej |
| 2   | B68 Toftir (A)  | 6 | 4 | 0 | 2 | 16     | 6      | +10   | 12  | Wejście do fazy finałowej |
| 3   | Royn Hvalba     | 6 | 2 | 0 | 4 | 9      | 24     | −15   | 6   |                           |
| 4   | ÍF Fuglafjørður | 6 | 1 | 0 | 5 | 13     | 15     | −2    | 3   |                           |

| Gospodarz \ Gość | KÍ  | B68 | Royn | ÍF  |
| KÍ Klaksvík      |     | 0:1 | 2:1  | 2:1 |
| B68 Toftir       | 1:3 |     | 9:1  | 3:0 |
| Royn Hvalba      | 1:3 | 1:0 |      | 4:3 |
| ÍF Fuglafjørður  | 1:3 | 1:2 | 7:1  |     |

### Grupa C
| Lp. | Drużyna         | M | Z | R | P | Bramki | Bramki | Różn. | Pkt | Uwagi                     |
| --- | --------------- | - | - | - | - | ------ | ------ | ----- | --- | ------------------------- |
| 1   | HB Tórshavn (A) | 6 | 6 | 0 | 0 | 59     | 6      | +53   | 18  | Wejście do fazy finałowej |
| 2   | TB Tvøroyri (A) | 6 | 4 | 0 | 2 | 21     | 24     | −3    | 12  | Wejście do fazy finałowej |
| 3   | EB/Streymur     | 6 | 2 | 0 | 4 | 6      | 31     | −25   | 6   |                           |
| 4   | SÍ Sumba        | 6 | 0 | 0 | 6 | 5      | 30     | −25   | 0   |                           |

| Gospodarz \ Gość | HB   | TB   | EBS  | SÍS |
| HB Tórshavn      |      | 14:1 | 10:0 | 4:0 |
| TB Tvøroyri      | 3:5  |      | 2:1  | 5:2 |
| EB/Streymur      | 1:13 | 1:5  |      | 2:1 |
| SÍ Sumba         | 1:13 | 1:5  | 0:1  |     |

### Grupa D
| Lp. | Drużyna         | M | Z | R | P | Bramki | Bramki | Różn. | Pkt | Uwagi                     |
| --- | --------------- | - | - | - | - | ------ | ------ | ----- | --- | ------------------------- |
| 1   | NSÍ Runavík (A) | 6 | 5 | 1 | 0 | 22     | 7      | +15   | 16  | Wejście do fazy finałowej |
| 2   | GÍ Gøta (A)     | 6 | 4 | 1 | 1 | 25     | 10     | +15   | 13  | Wejście do fazy finałowej |
| 3   | B71 Sandoy      | 6 | 2 | 0 | 4 | 11     | 25     | −14   | 6   |                           |
| 4   | LÍF Leirvík     | 6 | 0 | 0 | 6 | 7      | 23     | −16   | 0   |                           |

| Gospodarz \ Gość | NSÍ | GÍ  | B71 | LÍF |
| NSÍ Runavík      |     | 4:2 | 4:1 | 1:0 |
| GÍ Gøta          | 2:2 |     | 6:2 | 6:1 |
| B71 Sandoy       | 0:7 | 1:4 |     | 4:2 |
| LÍF Leirvík      | 2:4 | 0:5 | 2:3 |     |

## Runda finałowa

### Ćwierćfinały
| Drużyna 1    | Wynik        | Drużyna 2   |
| ------------ | ------------ | ----------- |
| 8 maja 1997  |              |             |
| KÍ Klaksvík  | 0:1          | VB Vágur    |
| HB Tórshavn  | 2:2 (k. 3:4) | GÍ Gøta     |
| B36 Tórshavn | 8:0          | TB Tvøroyri |
| NSÍ Runavík  | 3:1          | B68 Toftir  |

| 8 maja 1997 | KÍ Klaksvík                                       | 0:1          | VB Vágur                                                 | við Djúpumýrar, Klaksvík             |  |
|             |                                                   | (0:1) Raport | 16' Pól Thorsteinsson                                    | Sędzia: Niklas á Líðarenda (GÍ Gøta) |  |
|             | kartki: · Jan Andreasen 10' · Heðin á Lakjuni 87' |              | kartki: · 14' Eyðun Jacobsen · 82' Magni Fróði Magnussen | Sędzia: Niklas á Líðarenda (GÍ Gøta) |  |

| 8 maja 1997 | HB Tórshavn                                                                     | 2:2 pd. k. 3:4         | GÍ Gøta                                                                                       | Gundadalur (ovari vøllur), Tórshavn    |  |
|             | Rúni Nolsøe 30' · Mikkjal Thomassen 99' (k.)                                    | (1:0, 1:1, 2:1) Raport | 56' Sámal Joensen · 107' Steven Barry White                                                   | Sędzia: Kim Ejdesgaard (Fram Tórshavn) |  |
|             | kartki: · Jóhannis Joensen 99'                                                  |                        | kartki: · 99' Sámal Joensen                                                                   | Sędzia: Kim Ejdesgaard (Fram Tórshavn) |  |
|             |                                                                                 | Rzuty karne            |                                                                                               | Sędzia: Kim Ejdesgaard (Fram Tórshavn) |  |
|             | Jan Dam · Uni Arge · Bárður Mortensen · Jens Erik Rasmussen · Mikkjal Thomassen |                        | Símun Petur Justinussen · Scott Ramsey · Henning Jarnskor · Rúni Justinussen · Pauli Jarnskor | Sędzia: Kim Ejdesgaard (Fram Tórshavn) |  |

| 8 maja 1997 | B36 Tórshavn                                                                                             | 8:0          | TB Tvøroyri | Gundadalur (ovari vøllur), Tórshavn  |  |
|             | Carl Høgnesen 2' · John Petersen 4', 28', 49', 80' · Sigfríður Clementsen 46' · Julian Johnsson 59', 90' | (3:0) Raport | | Sędzia: Lassin Isaksen (KÍ Klaksvík) |  |
|             | |              | kartki: · 29' Sasha Radosavljević · 35' Pól F. Joensen · 45' Zoran Pavlović · 53' Einar Petersen · 76' Steen Sørensen | Sędzia: Lassin Isaksen (KÍ Klaksvík) |  |

| 8 maja 1997 | NSÍ Runavík                                         | 3:1          | B68 Toftir                                            | við Løkin, Runavík                   |  |
|             | Óli Hansen 44' (k.), 68' · Helgi Petersen 61'       | (1:0) Raport | 85' Jan Petersen                                      | Sędzia: Birgir Sondum (B36 Tórshavn) |  |
|             | kartki: · Eyðstein Skipanes 36' · John Jakobsen 71' |              | kartki: · 32' Mannbjørn Nesá · 38', 38' Milisav Bojce | Sędzia: Birgir Sondum (B36 Tórshavn) |  |

### Półfinały
| Drużyna 1                            | Wynik dwumeczu | Drużyna 2    | Pierwszy mecz | Drugi mecz |
| ------------------------------------ | -------------- | ------------ | ------------- | ---------- |
| VB Vágur                             | 3 – 1          | B36 Tórshavn | 2:1           | 1:0        |
| GÍ Gøta                              | 9 – 4          | NSÍ Runavík  | 6:2           | 3:2        |
| Po lewej gospodarz pierwszego meczu. |                |              |               |            |

#### Pierwsze mecze
| 5 czerwca 1997 | VB Vágur                                        | 2:1          | B36 Tórshavn                                   | á Eiðinum, Vágur                       |  |
|                | Birgir Jørgensen 10' · John Eystberg 13'        | (2:0) Raport | 75' Tomislav Sivić                             | Sędzia: Kim Ejdesgaard (Fram Tórshavn) |  |
|                | kartki: · Zoran Mancić 31' · Eyðun Jacobsen 60' |              | kartki: · 28' Óli Johannesen · 67' Allan Manai | Sędzia: Kim Ejdesgaard (Fram Tórshavn) |  |

| 5 czerwca 1997 | GÍ Gøta | 6:2          | NSÍ Runavík                                    | Sarpugerði, Norðragøta                 |  |
|                | ? 40' (sam.) · Henning Jarnskor 61' · Magni Jarnskor 70' · Steven Barry White 75' · Símun Petur Justinussen 78' · Sámal Joensen 85' | (0:2) Raport | 3' Óli Hansen · 8' Eyðstein Skipanes           | Sędzia: Bergur Magnussen (EB/Streymur) |  |
|                | kartki: · Jens Martin Knudsen · Steven Barry White · Magni Jarnskor                                                                 |              | kartki: · Sjúrður Jacobsen · Arnfinn Langgaard | Sędzia: Bergur Magnussen (EB/Streymur) |  |

#### Rewanże
| 5 lipca 1997 | B36 Tórshavn | 0:1          | VB Vágur                     | Gundadalur (ovari vøllur), Tórshavn    |  |
|              |              | (0:0) Raport | 77' Birgir Jørgensen         | Sędzia: Oddmar Andreasen (HB Tórshavn) |  |
|              |              |              | kartki: · 32' Magni Jacobsen | Sędzia: Oddmar Andreasen (HB Tórshavn) |  |

| 5 lipca 1997 | NSÍ Runavík                         | 2:3          | GÍ Gøta                                                  | við Løkin, Runavík                   |  |
|              | Helgi Petersen 17' · Óli Hansen 85' | (1:1) Raport | 41' Símun Petur Justinussen · 70', 79' Tummas Magnussen  | Sędzia: Jóhan Carl Dam (HB Tórshavn) |  |
|              | kartki: · Eddie Mikkelsen 27'       |              | kartki: · 44' Jóan Petur Olsen · 85' Jens Martin Knudsen | Sędzia: Jóhan Carl Dam (HB Tórshavn) |  |

### Finał
| 3 sierpnia 1997 | GÍ Gøta · Sámal Joensen 14' · Henning Jarnskor 19', 47', 57' · Pauli Jarnskor 23' · Øssur Hansen 36' | 6:0(4:0)Raport | VB Vágur                                                                                                   | Gundadalur (ovari vøllur), Tórshavn Sędzia: Kim Ejdesgaard (Fram Tórshavn) |
|                 | kartki: · Símun Petur Justinussen 84' · Sámal Joensen 89'                                            |                | kartki: · 28' Eyðun Kjærbo · 54' Milan Milanović · 74' Magni Mohr · 75' Eyðun Jacobsen · 80' John Eystberg |                                                                            |

|                  |    |                             |
|                  |    |                             |
| BR               | 1  | Sunvard Joensen             |
| OB               | 2  | Janus Rasmussen             |
| PO               | 3  | Henning Jarnskor 70'        |
| PO               | 4  | Sámal Joensen               |
| PO               | 5  | Øssur Hansen                |
| PO               | 6  | Agnar Højgaard              |
| PO               | 7  | Magni Jarnskor 78'          |
| PO               | 8  | Pauli Jarnskor              |
| PO               | 11 | Rúni Justinussen            |
| PO               | 18 | Erland Tvørfoss 70'         |
| NA               | 9  | Símun Petur Justinussen (C) |
| Rezerwowi:       |    |                             |
| OB               | 13 | Samson Nesá 78'             |
| PO               | 14 | Jóan Petur Olsen 70'        |
| NA               | 10 | Heini Heinason 70'          |
| NA               | 15 | Tummas Magnussen            |
| NA               | 16 | Magni Jacobsen              |
| Trener:          |    |                             |
| Páll Guðlaugsson |    |                             |

|                 |    |                        |
|                 |    |                        |
| BR              | 1  | Bjarni Johansen        |
| OB              | 4  | Eyðun Jacobsen         |
| OB              | 5  | Eyðun Kjærbo           |
| OB              | 7  | Janus Kjærbo 45'       |
| OB              | 8  | Milan Milanović        |
| OB              | 9  | Magni Jacobsen         |
| PO              | 3  | Magni Mohr 80'         |
| PO              | 12 | Pól Thorsteinsson (C)  |
| PO              | 13 | Zoran Mancić           |
| PO              | 14 | John Eystberg          |
| NA              | 16 | Birgir Jørgensen 63'   |
| Rezerwowi:      |    |                        |
| BR              | 17 | Finnbogi Olsen         |
| OB              | 6  | Michael í Lágabø 80'   |
| OB              | 15 | Dan Djurhuus           |
| PO              | 11 | Jón Gærdbo 45'         |
| NA              | 2  | Egill Steinþórsson 63' |
| Trener:         |    |                        |
| Milan Milanović |    |                        |

| Zdobywca Pucharu Wysp Owczych 1997 |
| GÍ Gøta 4. tytuł                   |
| ---------------------------------- |